# 435 Ella
435 Ella (mednarodno ime je 435 Ella) je  asteroid, ki kaže lastnosti treh tipov D, C in X (po Tholenu), v glavnem  asteroidnem pasu.

## Odkritje
Asteroid sta odkrila Max Wolf in A. Schwassmann 11. septembra 1898. Izvor imena ni znan.

## Lastnosti
Asteroid Ella obkroži Sonce v 3,83 letih. Njegova tirnica ima izsrednost 0,155 nagnjena pa je za 1,817 ° proti ekliptiki. Njegov premer je 41,49 km, okoli svoje osi pa se zavrti v 4,623 urah .